# Юйяо
Юйяо (кит. спр. 余姚市, піньїнь: Yúyáo Shì) — місто-повіт в східнокитайській провінції Чжецзян, складова міста Нінбо.

## Географія
Юйяо лежить на березі Східнокитайського моря.

### Клімат
Місто знаходиться у зоні, котра характеризується вологим субтропічним кліматом. Найтепліший місяць — липень із середньою температурою 29 °C (84.2 °F). Найхолодніший місяць — січень, із середньою температурою 5 °С (41 °F).
| Клімат Юйяо             | Клімат Юйяо | Клімат Юйяо | Клімат Юйяо | Клімат Юйяо | Клімат Юйяо | Клімат Юйяо | Клімат Юйяо | Клімат Юйяо | Клімат Юйяо | Клімат Юйяо | Клімат Юйяо | Клімат Юйяо | Клімат Юйяо |
| Показник                | Січ.        | Лют.        | Бер.        | Квіт.       | Трав.       | Черв.       | Лип.        | Серп.       | Вер.        | Жовт.       | Лист.       | Груд.       | Рік         |
| Середня температура, °C | 5           | 5,9         | 9,9         | 15,8        | 20,7        | 24,5        | 29          | 28,7        | 24,4        | 19,1        | 13,5        | 7,4         | 17          |
| Норма опадів, мм        | 51          | 76.5        | 101.7       | 117.4       | 147.9       | 186.9       | 138.5       | 133.1       | 168         | 75.7        | 56.9        | 44.3        | 1297.9      |
| Днів з опадами          | 12,2        | 13,6        | 16,1        | 16,7        | 16,7        | 15,9        | 11,7        | 12,3        | 13,6        | 12          | 11,6        | 11,4        | 163,8       |
| Вологість повітря, %    | 74.6        | 77.2        | 78.6        | 79.4        | 80.2        | 83.6        | 80.9        | 80.5        | 81.7        | 78.4        | 76          | 73.8        | 78.7        |
| ----------------------- | ----------- | ----------- | ----------- | ----------- | ----------- | ----------- | ----------- | ----------- | ----------- | ----------- | ----------- | ----------- | ----------- |
| Джерело: Weatherbase    |             |             |             |             |             |             |             |             |             |             |             |             |             |